# Torneio seletivo para a Superliga Brasileira de Voleibol Masculino
Torneio seletivo para a Superliga Brasileira de Voleibol Masculino foi uma competição organizada anualmente pela Confederação Brasileira de Voleibol ao final da primeira fase da Superliga - Série A que reunia as equipes rebaixadas na competição (11ª e 12ª colocadas) e demais equipes interessadas que participaram da Superliga - Série B e não obtiveram o acesso à elite. O torneio teve sua primeira edição em 2015, realizado na capital federal, Brasília, na qual participaram quatro equipes e em 2016 a segunda edição, disputada em Juiz de Fora, contou com três equipes. São José dos Campos e Juiz de Fora Vôlei respectivamente foram os campeões e conquistaram de volta a sua vaga na Elite. Em 2017 a competição deu lugar a Primeira Edição da Taça Ouro, que manterá os mesmos moldes do torneio seletivo na busca para uma vaga na elite do voleibol brasileiro.